# 窄叶大黄
窄叶大黄（学名：Rheum sublanceolatum）为蓼科大黄属下的一个种。

## 扩展阅读
- 維基物種上的相關：窄叶大黄